# Meseta Marocaine
Meseta Marocaine är en platå i Marocko.   Den ligger 180 km söder om huvudstaden Rabat.